# Yes Lawd!
Yes Lawd! è il primo album in studio del duo neo soul statunitense NxWorries, composto da Anderson .Paak e Knxwledge, pubblicato nel 2016. Totalizza 80/100 su Metacritic, punteggio basato su 22 recensioni.
| Recensione        | Giudizio |
| ----------------- | -------- |
| AllMusic          | [ 1 ]    |
| Robert Christgau  | ***      |
| RapReviews        | [ 2 ]    |
| The Guardian      | [ 4 ]    |
| NME               | [ 5 ]    |
| PopMatters        | [ 2 ]    |
| Pitchfork         | [ 2 ]    |
| HipHopDX          | [ 2 ]    |
| Los Angeles Times | [ 2 ]    |
| XXL               | [ 2 ]    |
| Exclaim!          | [ 2 ]    |
| NOW               | [ 2 ]    |

## Tracce
Glen Boothe e Brandon Anderson sono gli autori di tutte le tracce (Gil Scott-Heron è co-autore della 13). Tutte le tracce sono prodotte da Knxwledge.
1. Intro – 0:48
2. Livvin – 2:45
3. Wngs – 1:36
4. Best One – 3:14
5. What More Can I Say – 2:36
6. Kutless – 2:07
7. Lyk Dis – 2:30
8. Can't Stop – 2:01
9. Get Bigger / Do U Luv – 4:03
10. Khadijah – 2:02
11. H.A.N. – 2:49
12. Scared Money – 2:57
13. Suede – 2:54
14. Starlite – 3:23
15. Sidepiece – 3:46
16. Jodi – 1:09
17. Link Up – 3:31
18. Another Time – 2:27
19. Fkku – 2:11

## Classifiche settimanali
| Classifica (2016)         | Posizione massima |
| ------------------------- | ----------------- |
| Australia                 | 48                |
| Belgio (Fiandre)          | 63                |
| Canada                    | 88                |
| Francia                   | 192               |
| Nuova Zelanda Heatseekers | 1                 |
| Paesi Bassi               | 82                |
| Stati Uniti               | 59                |
| US Independent Albums     | 4                 |
| US Top Rap Albums         | 3                 |
| US Top R&B Albums         | 2                 |
| US Top R&B/Hip-Hop Albums | 3                 |
| Svizzera                  | 97                |